# 김태호 (1989년)
김태호(한국 한자: 金台鎬, 1989년 9월 22일 ~ )는 대한민국의 축구 선수이며 포지션은 풀백과 센터백이다.

## 축구인 경력

### 선수 경력
2013년 아주대학교 축구부 시절 감독이었던 하석주 감독이 있는 전남 드래곤즈에 자유계약으로 입단하였다. 데뷔 시즌 신인임에도 26경기에 출전하여 1도움을 기록하였다.
2016년 1월, FC 안양으로 이적하였다. 2017년 7월에는 후반기 FC 안양의 주장으로 선임되었다.
2019년 1월 12일 인천 유나이티드로 이적하였다.